# Марсело Никасио
 Марсело Да Пайшао Рамос Никасио (на португалски: Marcelo da Paixão Ramos Nicácio), известен като Марсело Никасио (Marcelo Nicácio), е бразилски футболист, носил екипа на Литекс (Ловеч). Никасио е централен нападател, роден на 5 януари 1983 г. в град Салвадор, столица на щата Баия.

## Кариера
През януари 2009 г. Атлетико Минейро праща под наем Никасио във Форталеза. През първата половина на годината, той вкара 13 гола в Кампеонато Сеарензе. В края на сезона завършва като голмайстор на Серия Б със 17 гола.
През 2010 г. подписва с Фигейренсе и вкара 2 гола в 10 мача от Серия Б.
През септември 2010 г. Никасио преминава в състезаващия се в Серия А отбор на Сеара. Той прави своя дебют на 20 септември за равенството 1:1 у дома срещу Гояш. Първия си гол за Сеара вкарва на 2 октомври за равенство 2:2 срещу Коринтианс.
През първата половина на 2011 г. Никасио вкара 16 гола в Кампеонато Сеарензе и Сеара стават шампиони на щата. Първия гол за Сеара в Серия А вкарва на 7 юли за победата с 3:0 над Атлетико Минейро На 10 август Никасио отбелязва победния гол в последната минута за домакинската победа над Сао Пауло с 2:1 в мач от турнира Копа Судамерикана.
На 8 декември 2011 г. преминава в Литекс (Ловеч) Дебютът му в А група е на 3 март 2012 срещу Видима-Раковски в който отбелязва хеттрик
През лятото на 2012 г. ръководството на Литекс стартира нова политика на по-скромно харчене относно селекцията. След свиването на бюджета в Литекс част от чужденците напускат сред които и Никасио. Подписва с бразилския втородивизионен Витория Баия. В края на сезона отборът му се класира в Серия А.

## Национален отбор
С националния отбор по футбол на Бразилия е сребърен медалист от Панамериканските игри през 2003 г. където е съотборник с Вагнер Лав. На тях Никасио взима участие в мачовете срещу домакините от Доминиканската република, Куба и губи финала от Аржентина, която печели турнира с минималното 1:0 след гол на Макси Лопес.

## Успехи
Форталеза
- Кампеонато Сеарензе 2009

 Сеара
- Кампеонато Сеарензе 2011

Индивидуални
- Голмайстор на Кампеонато Сеарензе 2009 (13 гола)
- Голмайстор на Серия Б 2009 (17 гола)
- Голмайстор на Кампеонато Сеарензе 2011 (16 гола)